# Inca Súper Flat
Maillots
Inca Súper Flat est un club de football salvadorien.

## Histoire
Le club évolue en deuxième division de 2003 à 2007.